# Uppsala KFUM Kendo Hokushinkan

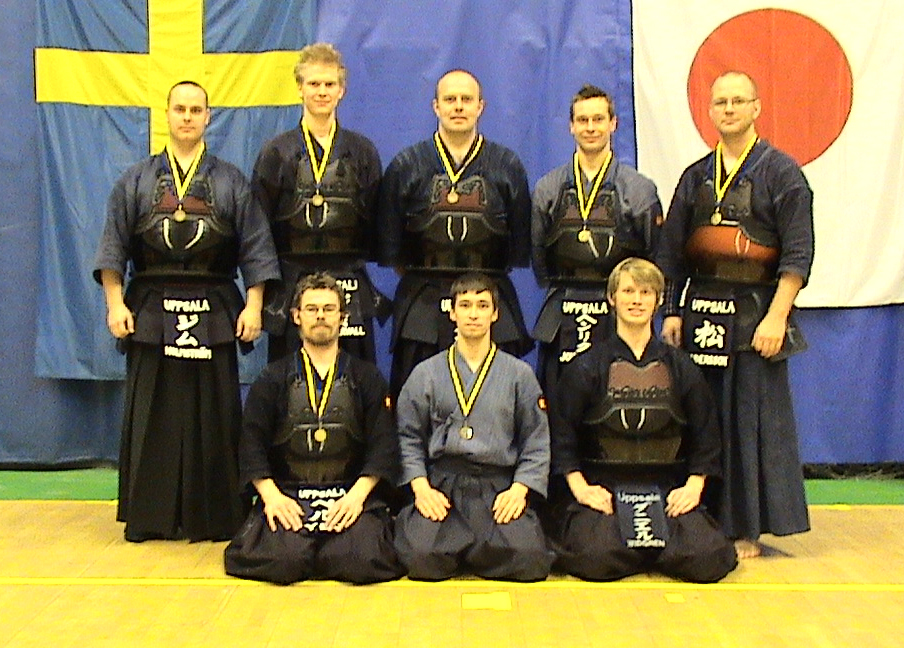
Uppsala kendo vinnare i lag-SM 2005.

Uppsala KFUM Kendo Hokushinkan - 北辰館 lär ut och utövar sedan 1985 kendo.
Uppsala Kendo är en del av KFUK-KFUM i Uppsala samt är dessutom en del av Svenska Budo- och kampsportsförbundet som är en del av Riksidrottsförbundet.
Klubben tränar och lär ut vanlig kendo enligt de regler som All Japan Kendo Federation föreskriver och som är gällande i hela Sverige och världen.